# Comité Paralímpico Etíope
El Comité Paralímpico Etíope es el comité paralímpico nacional que representa a Etiopía. Esta organización es la responsable de las actividades deportivas paralímpicas en el país. Es miembro del Comité Paralímpico Internacional y del Comité Paralímpico Africano.